# 西域旌节花
西域旌节花（学名：Stachyurus himalaicus），又名通條樹，为旌节花科旌节花属下的一个种。